# Liste der Nummer-eins-Hits in Südkorea (2004)
Dies ist eine Liste der Nummer-eins-Hits in Südkorea im Jahr 2004 basierend auf den offiziellen Charts der Music Industry Association of Korea (MIAK). Die MIAK-Charts wurden von 1999 bis 2008 monatlich für die meistverkauften Alben veröffentlicht.
Chartquellen aus dem Internet Archive:

## Alben
| ← 2003 ← | Liste der Nummer-eins-Hits in Südkorea | Liste der Nummer-eins-Hits in Südkorea | Liste der Nummer-eins-Hits in Südkorea | 2005 →                    |
| \| Zeitraum \| Mt. ges. \| Interpret \| Titel \| Zusätzliche Informationen \| \| (Zeitraum, Monate auf Platz eins, Interpret, Titel, zusätzliche Informationen) \| \| \| \| \| \| ------------------------------------------------------------------------------ \| -------- \| --------------------- \| --------------------------------- \| ------------------------- \| \| Januar 2004 1 Monat \| 1 \| Seo Taiji 서태지 \| 7th Issue \| – \| \| Februar 2004 1 Monat \| 1 \| Shin Seung-hun 신승훈 \| Ninth Reply \| – \| \| März 2004 1 Monat (insgesamt 2) \| 2 \| Koyote 코요테 \| Koyote 6 코요테 6집 \| – \| \| April 2004 1 Monat \| 1 \| Park Hyo-shin 박효신 \| Soul Tree 박효신 4집 \| – \| \| Mai 2004 1 Monat (insgesamt 2) \| 2 \| Koyote 코요테 \| Koyote 6 코요테 6집 \| – \| \| Juni 2004 1 Monat \| 1 \| BoA 보아 \| My Name 보아 4집 \| – \| \| Juli 2004 1 Monat \| 1 \| Se7en 세븐 \| Must Listen \| – \| \| August 2004 1 Monat \| 1 \| TVXQ 동방신기 \| The Way U Are: The 2nd Story Book \| – \| \| September 2004 1 Monat \| 1 \| Lee Soo-young 이수영 \| The Colors Of My Life 이수영 6집 \| – \| \| Oktober 2004 1 Monat \| 1 \| TVXQ 동방신기 \| Tri-Angle \| – \| \| November 2004 1 Monat \| 1 \| Shinhwa 신화 \| Brand New \| – \| \| Dezember 2004 1 Monat \| 1 \| g.o.d 지오디 \| An Ordinary Day \| – \| |                                        |                                        |                                        |                           |
| ← 2003 |                                        |                                        |                                        | → 2005 →                  |
| Zeitraum | Mt. ges.                               | Interpret                              | Titel                                  | Zusätzliche Informationen |
| (Zeitraum, Monate auf Platz eins, Interpret, Titel, zusätzliche Informationen) |                                        |                                        |                                        |                           |
| Januar 2004 1 Monat | 1                                      | Seo Taiji 서태지                       | 7th Issue                              | –                         |
| Februar 2004 1 Monat | 1                                      | Shin Seung-hun 신승훈                  | Ninth Reply                            | –                         |
| März 2004 1 Monat (insgesamt 2) | 2                                      | Koyote 코요테                          | Koyote 6 코요테 6집                    | –                         |
| April 2004 1 Monat | 1                                      | Park Hyo-shin 박효신                   | Soul Tree 박효신 4집                   | –                         |
| Mai 2004 1 Monat (insgesamt 2) | 2                                      | Koyote 코요테                          | Koyote 6 코요테 6집                    | –                         |
| Juni 2004 1 Monat | 1                                      | BoA 보아                               | My Name 보아 4집                       | –                         |
| Juli 2004 1 Monat | 1                                      | Se7en 세븐                             | Must Listen                            | –                         |
| August 2004 1 Monat | 1                                      | TVXQ 동방신기                          | The Way U Are: The 2nd Story Book      | –                         |
| September 2004 1 Monat | 1                                      | Lee Soo-young 이수영                   | The Colors Of My Life 이수영 6집       | –                         |
| Oktober 2004 1 Monat | 1                                      | TVXQ 동방신기                          | Tri-Angle                              | –                         |
| November 2004 1 Monat | 1                                      | Shinhwa 신화                           | Brand New                              | –                         |
| Dezember 2004 1 Monat | 1                                      | g.o.d 지오디                           | An Ordinary Day                        | –                         |